# Primorial-Primzahl
In der Zahlentheorie ist eine Primorial-Primzahl (vom englischen Primorial prime) eine Primzahl {\displaystyle p} der Form {\displaystyle p=p_{n}\#\pm 1}, wobei {\displaystyle p_{n}\#} die Primfakultät (oder Primorial) von {\displaystyle p_{n}} ist (also das Produkt der ersten {\displaystyle n} Primzahlen).
Primzahlen der Form {\displaystyle p=p_{n}\#-1} werden auch Kummer-Primzahlen genannt.
Primzahlen der Form {\displaystyle p=p_{n}\#+1} werden auch Euklidische Primzahlen genannt.

## Beispiele
- Sei {\displaystyle p:=p_{7}\#-1}. Es ist {\displaystyle p_{7}=17}, somit ist {\displaystyle p_{7}\#=17\#} das Produkt der ersten 7 Primzahlen, also aller Primzahlen bis inklusive {\displaystyle n=17}. Man erhält {\displaystyle p_{7}\#=p_{1}\cdot p_{2}\cdot \ldots \cdot p_{7}=2\cdot 3\cdot 5\cdot 7\cdot 11\cdot 13\cdot 17=510510}. Somit ist {\displaystyle p=p_{7}\#-1=510510-1=510509=61\cdot 8369\not \in \mathbb {P} } keine Primzahl und somit auch keine Primorial-Primzahl.
- Sei {\displaystyle p:=p_{5}\#+1}. Es ist {\displaystyle p_{5}=11}, somit ist {\displaystyle p_{5}\#=11\#} das Produkt der ersten 5 Primzahlen, also aller Primzahlen bis inklusive {\displaystyle n=11}. Man erhält {\displaystyle p_{5}\#=p_{1}\cdot p_{2}\cdot \ldots \cdot p_{5}=2\cdot 3\cdot 5\cdot 7\cdot 11=2310}. Somit ist {\displaystyle p=p_{5}\#+1=2310+1=2311\in \mathbb {P} } eine Primzahl und somit auch eine Primorial-Primzahl.
- Sei {\displaystyle p:=p_{1}\#-1}. Es ist {\displaystyle p_{1}=2}, somit ist {\displaystyle p_{1}\#=2\#} das „Produkt der ersten Primzahl“, also {\displaystyle p_{1}\#=2\#=2}. Somit ist {\displaystyle p=p_{1}\#-1=2-1=1\not \in \mathbb {P} } keine Primzahl und somit auch keine Primorial-Primzahl.
- Sei {\displaystyle p:=p_{0}\#+1}. Es ist {\displaystyle p_{0}\#=1} das leere Produkt. Somit ist {\displaystyle p=p_{0}\#+1=1+1=2\in \mathbb {P} } eine Primzahl und somit auch eine Primorial-Primzahl.
- Für folgende {\displaystyle n} erhält man Primorial-Primzahlen der Form {\displaystyle p=p_{n}\#-1}:

2, 3, 5, 6, 13, 24, 66, 68, 167, 287, 310, 352, 564, 590, 620, 849, 1552, 1849, 67132, 85586, … (Folge A057704 in OEIS)
Diese Zahlen kann man auch in der Form {\displaystyle p\#-1} schreiben mit folgenden {\displaystyle p}:
3, 5, 11, 13, 41, 89, 317, 337, 991, 1873, 2053, 2377, 4093, 4297, 4583, 6569, 13033, 15877, 843301, 1098133, … (Folge A006794 in OEIS)
Beispiel:
An der achten Stelle der obigen beiden Listen steht {\displaystyle 68} bzw. {\displaystyle 337}. Dies bedeutet, dass die 68. Primzahl {\displaystyle p_{68}=337} ist und {\displaystyle p=p_{68}\#-1=337\#-1\in \mathbb {P} } eine Primzahl ist.
- Für folgende {\displaystyle n} erhält man Primorial-Primzahlen der Form {\displaystyle p=p_{n}\#+1}:

0, 1, 2, 3, 4, 5, 11, 75, 171, 172, 384, 457, 616, 643, 1391, 1613, 2122, 2647, 2673, 4413, 13494, 31260, 33237, … (Folge A014545 in OEIS)
Diese Zahlen kann man auch in der Form {\displaystyle p\#+1} schreiben mit folgenden {\displaystyle p}:
(1), 2, 3, 5, 7, 11, 31, 379, 1019, 1021, 2657, 3229, 4547, 4787, 11549, 13649, 18523, 23801, 24029, 42209, 145823, 366439, 392113, … (Folge A005234 in OEIS)
Beispiel:
An der achten Stelle der obigen beiden Listen steht {\displaystyle 75} bzw. {\displaystyle 379}. Dies bedeutet, dass die 75. Primzahl {\displaystyle p_{75}=379} ist und {\displaystyle p=p_{75}\#-1=379\#-1\in \mathbb {P} } eine Primzahl ist.
- Die folgende Liste gibt die kleinsten Primorial-Primzahlen der Form {\displaystyle p=p_{n}\#\pm 1} an:

2, 3, 5, 7, 29, 31, 211, 2309, 2311, 30029, 200560490131, 304250263527209, 23768741896345550770650537601358309, … (Folge A228486 in OEIS)
- Die größte bekannte Primorial-Primzahl der Form {\displaystyle p=p_{n}\#+1} ist die folgende (Stand: 12. Januar 2022):[2][3]

{\displaystyle p=p_{33237}\#+1=392113\#+1}
Sie wurde am 20. September 2001 von Daniel Heuer entdeckt und hat 169.966 Stellen.
- Die größte bekannte Primorial-Primzahl der Form {\displaystyle p=p_{n}\#-1} ist die folgende (Stand: 12. Januar 2022):[3][4][5]

{\displaystyle p=p_{234725}\#-1=3267113\#-1}
Sie wurde am 27. September 2021 von James Winskill aus Neuseeland im Zuge des PrimeGrid-Projektes entdeckt und hat 1.418.398 Stellen.

## Ungelöste Probleme
- Existieren unendlich viele Primorial-Primzahlen der Form {\displaystyle p=p_{n}\#-1}?
- Existieren unendlich viele Primorial-Primzahlen der Form {\displaystyle p=p_{n}\#+1}?

## Zusammenhang mit dem Satz von Euklid
Der griechische Mathematiker Euklid bewies um 300 v. Chr., dass es unendlich viele Primzahlen gibt (siehe Satz von Euklid). Der Beweis ist ein Beweis durch Widerspruch, es wird eine Annahme getätigt, welche sich im Laufe des Beweises als falsch erweist. Die Annahme muss fallengelassen werden und das Gegenteil der Annahme muss stimmen:
Angenommen, es gibt nur endlich viele Primzahlen {\displaystyle p_{1},p_{2},\ldots ,p_{n}}. Man multipliziere alle diese Primzahlen miteinander und erhält die Zahl {\displaystyle m=p_{1}\cdot p_{2}\cdot \ldots \cdot p_{n}}. Dann darf die darauffolgende Zahl {\displaystyle m+1} keine Primteiler haben, die schon {\displaystyle m} hatte, denn keine Zahl {\displaystyle p} kann sowohl eine Zahl {\displaystyle m} als auch deren Nachfolger {\displaystyle m+1} teilen, außer der Zahl {\displaystyle n=1}, welche aber keine Primzahl ist (und in der Mathematik auch Einheit genannt wird). Da aber {\displaystyle m} laut Voraussetzung das Produkt aller existierenden Primzahlen ist und {\displaystyle m+1} keinen dieser Primteiler hat, muss {\displaystyle m+1} selber eine (neue, bisher noch nicht gekannte) Primzahl sein, was aber im Widerspruch zur Voraussetzung ist, dass {\displaystyle p_{1},p_{2},\ldots ,p_{n}} die einzigen existierenden Primzahlen sind. Die Annahme muss fallengelassen werden, es gilt somit das Gegenteil der Annahme, es gibt also unendlich viele Primzahlen. {\displaystyle \Box }
Man könnte nun nach dem Studium dieses Beweises fälschlicherweise annehmen, dass man mit dem Verfahren, die ersten Primzahlen zu multiplizieren, immer neue Primzahlen bekommt. Dem ist nicht so. Schon den obigen Beispielen kann man entnehmen, dass man nur für {\displaystyle n\in \{0,1,2,3,4,5,11,75,\ldots \}} (Primorial-)Primzahlen der Form {\displaystyle p=p_{n}\#+1} erhält. Für {\displaystyle n\in \{6,7,8,9,10,12,13,\ldots ,74,76,77,\ldots \}} aber nicht, wie man an folgendem Beispiel erkennen kann:
Sei {\displaystyle n:=6} und {\displaystyle m:=p_{1}\cdot p_{2}\cdot \ldots \cdot p_{6}} das Produkt der ersten sechs Primzahlen. Dann ist also {\displaystyle m=2\cdot 3\cdot 5\cdot 7\cdot 11\cdot 13=30030}. Addiert man nun {\displaystyle 1} dazu erhält man {\displaystyle m+1=30031}. Tatsächlich ist diese Zahl weder durch {\displaystyle 2} noch durch {\displaystyle 3,5,7,11} oder {\displaystyle 13} teilbar. Es gilt aber: {\displaystyle 30031=59\cdot 509} und somit ist {\displaystyle m+1=30031} keine Primzahl. In den seltensten Fällen ergibt sich auf diese Art und Weise eine Primzahl, wie man ebenfalls obigen Beispielen entnehmen kann.